# Rivière des Hurons (lac Saint-Charles)
Pour les articles homonymes, voir Hurons-Wendats.
La rivière des Hurons est une rivière coulant au cœur de la municipalité des Cantons-Unis de Stoneham-et-Tewkesbury, située au nord de la ville de Québec, dans la municipalité régionale de comté (MRC) de La Jacques-Cartier, dans la région administrative de la Capitale-Nationale, dans la province de Québec, au Canada.
Ce cours d'eau s'avère le plus important affluent du lac Saint-Charles lequel constitue une des réserves d’eau potable de la ville de Québec.
La vallée de la rivière des Hurons est surtout desservie par le chemin de la Grande-Ligne (sur la rive nord-ouest), la route 175, le chemin Saint-Edmond, le boulevard Talbot, la 1re avenue et le chemin Lepire.
La surface de la rivière des Hurons (sauf les zones de rapides) est généralement gelée de début décembre à fin mars ; toutefois la circulation sécuritaire sur la glace se fait généralement de fin décembre à début mars. Le niveau de l'eau de la rivière varie selon les saisons et les précipitations ; la crue printanière survient en mars ou avril.

## Géographie

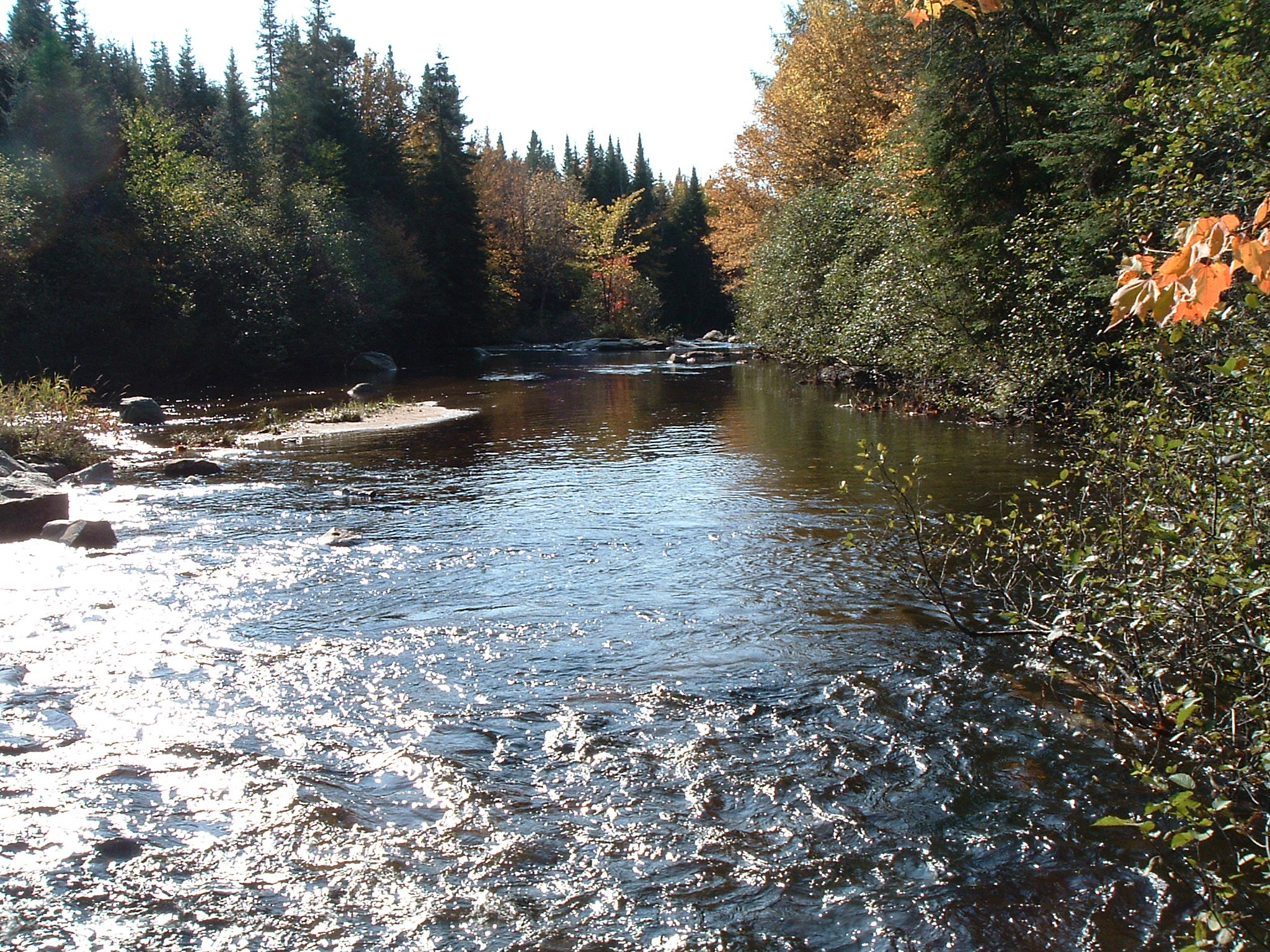
En automne.

La rivière des Hurons prend sa source dans la partie nord-est de la municipalité de Stoneham-et-Tewkesbury dans les Laurentides, à quelques kilomètres au nord-est de Saint-Adolphe et termine sa course dans le secteur des marais du Nord. La longueur du cours d'eau est de 29,5 km et son bassin versant a une superficie d'environ 135 km2. Celui-ci comprend les sous-bassins de la rivière Hibou et du ruisseau Durand. La rivière des Hurons fait partie du bassin versant de la rivière Saint-Charles (Québec).
À partir sa source, la rivière des Hurons coule sur 29,5 km, avec une dénivellation de 507 m, selon les segments suivants :
- 1,4 km vers l'ouest en dévalant la montagne, jusqu'à un coude de rivière, correspondant à la décharge d'un ruisseau (venant du nord) ;
- 2,6 km vers le sud dans une vallée évasée en traversant un petit lac, jusqu'à un coude de rivière ;
- 2,4 km vers le sud-ouest dans une vallée encaissée, jusqu'à la décharge (venant du nord) du Lac Dubrin ;
- 2,0 km vers le sud dans une vallée encaissée en passant du côté est du village de Saint-Adolphe, jusqu'à la confluence de la rivière Turgeon ;
- 5,5 km vers le sud dans une vallée encaissée en recueillant la décharge (venant du nord) du Lac à la Loutre et en coupant la route 175 (route Antonio-Talbot), jusqu'à la rivière Noire (venant du nord-ouest) ;
- 8,8 km vers le sud en passant entre le Mont Hibou (côté ouest) et le Mont Wright (côté est) et en traversant le village de Stoneham-et-Tewkesbury, jusqu'à la confluence de la rivière Hibou (venant du nord-ouest) ;
- 1,1 km vers le sud, jusqu'au ruisseau Durand (venant de l'ouest) ;
- 5,7 km vers le sud en serpentant grandement dans une plaine, en traversant la réserve naturelle des Marais-du-Nord, jusqu'à sa confluence avec la zone de marais dans la partie nord-ouest du lac Saint-Charles[2].

À partir de cette confluence, le courant traverse le lac Saint-Charles sur 5,0 km vers le sud-est, puis descend sur 33,8 km généralement vers le sud-est et le nord-est, en suivant le cours de la rivière Saint-Charles laquelle se déverse sur la rive Est du fleuve Saint-Laurent.

## Occupation du sol
L’occupation du sol dans le sous-bassin de la rivière des Hurons est essentiellement forestière. La majorité du territoire y est à l’état naturel et on peut y voir des paysages remarquables. Les caractéristiques physiques du milieu favorisent une érosion accrue des berges et certains endroits en sont particulièrement affectés. La présence humaine est essentiellement marquée par quelques développements urbains de faible densité et d’importantes infrastructures récréotouristiques, notamment un club de golf et un centre de ski alpin, la Station touristique Stoneham.

## Toponymie
Le toponyme "rivière des Hurons" évoque le souvenir de l'implantation de la communauté huronne au nord de Québec. Les Hurons (Wendats), chassés de la péninsule ontarienne en 1651 par la guerre, la famine et les épidémies, vinrent s'installer dans la région de Québec, auprès des Jésuites qui les avaient évangélisés. Après avoir occupé plusieurs lieux, notamment Sillery, l'île d'Orléans et L'Ancienne-Lorette, ils se fixèrent à La Jeune-Lorette, site où fut établi le Village-des-Hurons, réserve indienne aujourd'hui appelée Wendake. Ils remontaient la rivière Saint-Charles jusqu'au lac du même nom, qu'ils appellent encore aujourd'hui Lac Huron ; cette dernière dénomination apparaît telle quelle dans un rapport présenté en 1829 à la Chambre d'assemblée du Bas-Canada par l'arpenteur John Adams et James P. Baby.
Par ailleurs, chez Stanislas Drapeau (1863), dans le Dictionnaire des rivières et lacs de la province de Québec (1914), sur la carte du parc des Laurentides de 1942, la forme Rivière Huron est utilisée. Dès 1795, sur la carte The Seigniory of Charlebourg, de Jeremiah MacCarthy, ce cours d'eau est désigné sous le nom Hiver Huron. Du lac Saint-Charles, ils canotaient sur la rivière des Hurons. Elle est inscrite sous le nom R. des Hurons sur la carte de Taché publiée en 1870. Ils faisaient des portages entre des petits lacs pour rejoindre l'arrière-pays, où ils s'adonnaient à la chasse et à la pêche. Ils durent négocier avec les Innus et les Algonquins qui occupaient déjà ce territoire. C'est aussi le long de cette rivière que passait, dès le XVIIe siècle, le sentier des Jésuites, reliant Québec au lac Saint-Jean.
Ce tracé fut ensuite utilisé pour les premiers établissements dans le canton de Stoneham, dont il devint la principale voie de communication. Il fut aussi emprunté par les voyageurs jusqu'à la construction, en 1953, de la route 175, qui est parallèle à la rivière des Hurons sur environ 25 km.
Le toponyme rivière des Hurons a été officialisé le 5 décembre 1968 à la Commission de toponymie du Québec.